# 埃爾倫巴赫河 (美因河支流)
49°50′33″N 9°35′53″E / 49.84250°N 9.59806°E
埃爾倫巴赫河是德國的河流，位於該國東南部，由巴伐利亞負責管轄，屬於美因河的左支流，河道全長10公里，流域面積21平方公里。